# Johann Thanbichler
Johann Thanbichler (* 24. Juni 1892 in Niederheining, Heining; † 17. Januar 1962) war ein deutscher Politiker (CSU).

## Leben
Thanbichler besuchte sieben Jahre die Volksschule in Laufen und war danach in der Landwirtschaft tätig. Im Jahr 1914 wurde er in den Vorstand der Allgemeinen Ortskrankenkasse Laufen gewählt und leistete von 1914 bis 1918 Kriegsdienst im Ersten Weltkrieg. Ab 1919 und in den folgenden Jahren war er politisch in der Bayerischen Volkspartei tätig. In den Jahren 1919 und 1920 beteiligte er sich am Regensburger Kurs (Dr. Heim) und war ab 1928 Mitorganisator des bayerischen Heimatschutzes. Im Dritten Reich wurde er als Gegner verhört und erhielt Gefängnisstrafen. Er war ab 1945 in der CSU politisch tätig und seit 1948 Mitglied des Kreistages bzw. des Kreistagsausschusses sowie seit 1953 Vorsitzender der Vertreterversammlung der AOK Bad Reichenhall.
Thanbichler war vom 27. November 1950 bis zum 3. Dezember 1958 für den Stimmkreis Berchtesgaden, Stadt Bad Reichenhall, Laufen und den Wahlkreis Oberbayern Mitglied des Bayerischen Landtages und der dortigen CSU-Fraktion. Im Landtag war er des Weiteren Mitglied des Ausschusses für Ernährung und Landwirtschaft, des Ausschusses für Grenzlandfragen, des Ausschusses für Eingaben und Beschwerden, des Ausschusses für Sozialpolitische Angelegenheiten sowie des Unterausschusses Landarbeiterfragen.